# 甲酸叔丁酯
甲酸叔丁酯，还称为：TBF，是一种分子式为： C5H10O2的有机化合物。